# Чутанг, Бернар
Самюэ́ль Берна́р Чута́нг (фр. Samuel Bernard Tchoutang; 2 сентября 1976, Бафа, Камерун) — камерунский футболист, нападающий.

## Футбольная карьера

### Клубная карьера
Начал играть в футбол в Камеруне, играл за «Расинг» (Бафусам), позже за «Тоннер», где выступал вместе с Роже Милла. В 1994 году переехал в Турцию, где играл 3 года за «Ванспор». В июле 1997 года был отдан в аренду клубу «Генк», пробыл там до января 1998 года. Но за команду из Бельгии не сыграл и одного матча. В 1998 году перешёл в нидерландскую «Роду», провёл 4,5 года играя за клуб, сыграл 88 матчей и забил 14 мячей.
В конце июля 2002 года был куплен донецким «Металлургом», хотя «Рода» предлагала продлить контракт ещё на 2 года. Впервые Чутанг появился в Донецке ещё осенью 1999 года, играя за «Роду», он приложил немало усилий, чтобы выбить «Шахтёр» из розыгрыша Кубка УЕФА. В Донецке он отметился красивым голом в ворота Юрия Вирта, а также оставил соперников на поле вдесятером: именно на камерунце защитник Евгений Котов заработал тогда фол «последней надежды». Позже Вирт и Котов стали одноклубниками в «Металлурге».
Его также приглашали на просмотр во Францию в клубы «Бастия» и «Монпелье». Он также мог оказаться в московском «Спартаке», где играл его друг Жерри-Кристиан Тчуйсе, на имя Бернарда в «Роду» приходил факс из Москвы. Но бумага с предложением от российского клуба безнадёжно опоздала, к этому времени Чутанг уже договорился с президентом «Металлурга» по поводу контракта.
Появление игрока в «Металлурге» в 2002 году многими было воспринято как сенсация. С первой игры стал любимцем донецких болельщиков. Забил два великолепных гола в дебютном матче «Металлурга» с «Вердером» и помог клубу добиться ничьей (2:2). После игры по информации с официального сайта «Вердера», самым опасным игроком в «Металлурге» для «Вердера» стал именно Бернар. Но уже следующий сезон Чутанг провёл не на Украине, а сначала в Бельгии, где не сыграл ни одного матча за «Льерс», а позже за датский «Виборг», в котором провёл 5 матчей. Также он мог трудоустроиться в «Рот-Вайсс» (Эссен).
Из-за непонятных отношений с руководством «Металлурга» перешёл летом 2005 года в «Паханг» из Малайзии. В 2006 году перешёл в «Хапоэль» (Петах-Тиква), провёл 2 матча и в августе 2007 года перешёл в албанский клуб «Эльбасани».

### Карьера в сборной
Впервые за сборную Камеруна сыграл в 1993 году в матче с Заиром. К нему пришло приглашение из сборной Камеруна на участие в Олимпиаде, но Чутанг только вернулся с Кубка Африки 2000 года. И возникли разногласия с клубом «Рода». Вышло так, что в заявке были его данные как игрока сборной, но он никуда не поехал. Также он принимал участие в Кубке конфедераций 2001. Всего сыграл 35 матчей и забил 6 голов за сборную.

## Личная жизнь
Женат, вместе воспитывают двоих детей. Чутанг — католик.